# Cladura alpicola
Cladura alpicola là một loài ruồi trong họ Limoniidae. Chúng phân bố ở miền Cổ bắc.